# Krosno
Krosno (udtale: [ˈkrɔsnɔ]  ( hør) (eller i fuldtekst: Den Kongelige frie by Krosno, på polsk: Królewskie Wolne Miasto Krosno)  er en by i det sydøstlige Polen.  Rzeszów  har 45.057(2021) indbyggere og et areal på 	44,7 km². Den ligger i den sydlige del af   voivodskabet Nedrekarpater. 

## Geografi
Floden Wisłok løber forbi Krosno. Slovakiet ligger omkring 35 km mod syd, og Ukraine er omkring 85 km øst for byen. Den ligger i hjertet af den lille bjergkæde Doły Jasielsko Sanockie (en), og den gennemsnitlige højde er 310 moh. men nogle bakker ligger inden for byens grænser.
Nabokommuner er Korczyna, Krościenko Wyżne, Miejsce Piastowe, Chorkówka, Jedlicze og Wojaszówka.

## Galleri
- Fara kirke
- Polanka Palads
- Torvet Krosno "Parva Cracovia"
- Klokketårnet på kirken i Krosno.
- Orbis rejsebureau
- Copernicus, skole for gymnasiepædagoger
- Krosno Glasværk
- Polsk svævefly SZD-50-3 i Krosnos lufthavn
- tidligere bispepalads, nu museum
- Kommunekontor i Krosno
- Landsretsbygningen i Krosno
- Torvet om natten
- Moderne arkitektur i Krosno